# فرودگاه ژیلینا
فرودگاه ژیلینا  (به انگلیسی: Žilina Airport) (به زبان بومی: Letisko Žilina) یک فرودگاه همگانی  با کد یاتا ILZ است که یک باند فرود بتن دارد و طول باند به  ۱۱۵۰ متر می‌رسد. این فرودگاه در شهر ژیلینا کشور اسلواکی قرار دارد و در ارتفاع ۳۱۱ متری از سطح دریا واقع شده است.

## نگارخانه

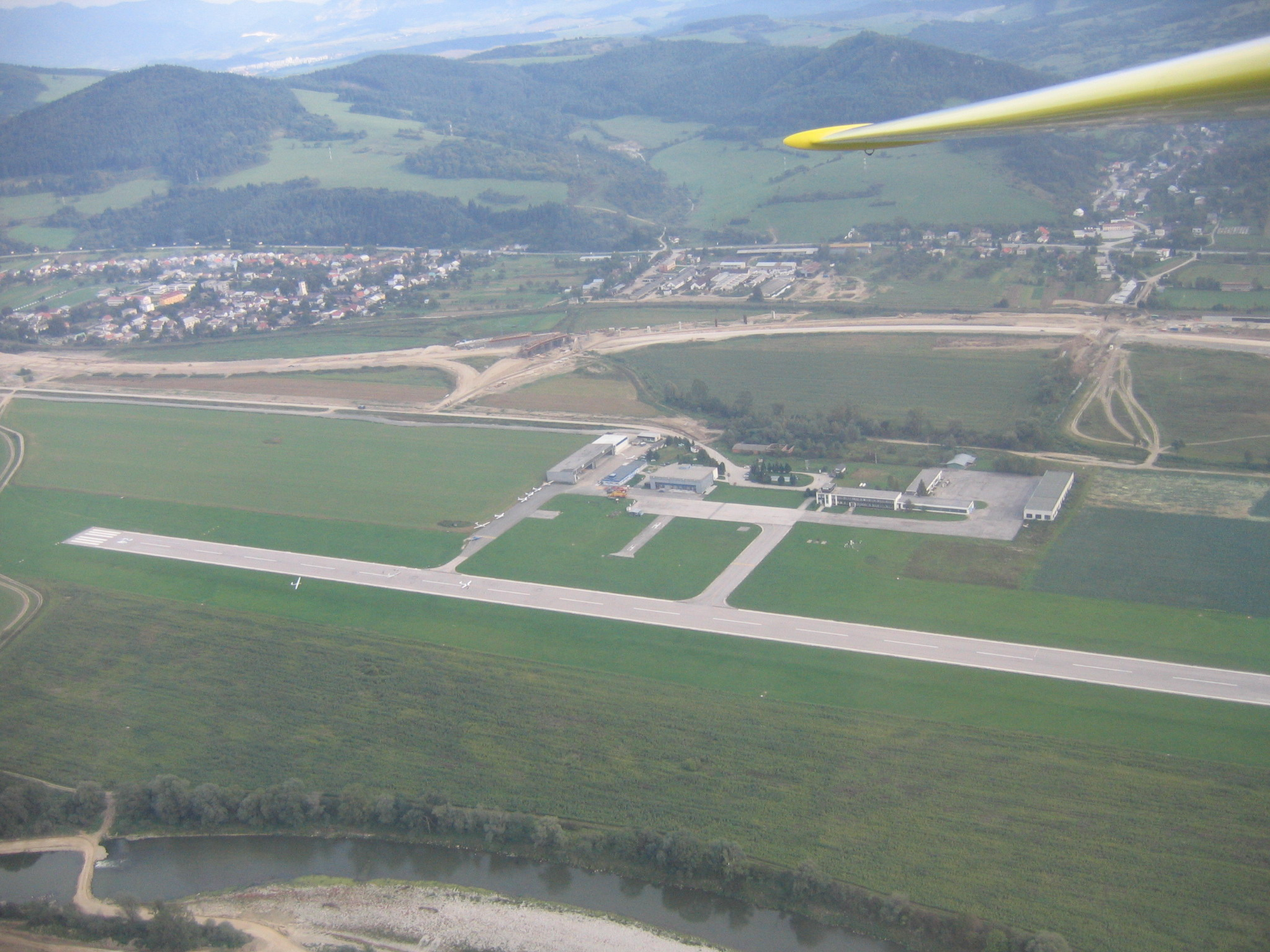